# Ne Temere
Ne Temere je dekret vydaný v roce 1907 římskokatolickou Kongregací pro klérus, upravující zákony církve týkající se manželství katolíků. Název je odvozený od prvních dvou slov v latině.
Dekret mj. přikazuje, aby uzavřené manželství bylo zapsáno také v matrice pokřtěných.

## Obsah dekretu
- I. část – úvod
- II. část – ustanovení ohledně formy uzavření manželství
- III. část – vysvětlení pojmu farář
- IV. část – předpisy o formě uzavření manželství
- V. část – tresty za prohřešení proti dekretu